# Tuneboy
Tuneboy (bürgerlich Antonio Donà, * 6. Juni 1975 in Bologna) ist ein italienischer Hardstyle-DJ. Zusammen mit Technoboy ist er als TNT (Technoboy ´n´ Tuneboy) bekannt, auch ist er ein Mitglied des Hardstyle-Projekts "Triple T From Italy" mit Technoboy und DJ Tatanka.

## Karriere
Anfang der 1990er Jahre begann Donà damit, selbst Musik zu produzieren und veröffentlichte 1995 seine Debütsingle „Integrate“ unter dem Alias Wide World. Ein Jahr später legte er erstmals im Cocoricò Club in Riccione auf.
Im Jahr 2000 lernte er dann Cristiano Giusberti kennen. Die beiden waren zwei der ersten Vertreter des Hardstyle-Genres. Seitdem tritt er regelmäßig auf allen großen Hardstyle-Events auf, unter anderem auf der Qlimax, der Defqon.1 oder dem Decibel.

## Diskografie

### Singles & EPs
- 1997: Mistral
- 1998: Absolute Zero
- 1999: Heaven
- 2000: Bass Kick
- 2001: Fuck Mr. G!
- 2001: Body Control
- 2002: Demolition
- 2002: Housensation
- 2003: Dirty
- 2004: Sexbusters
- 2005: Money Talks Bullshit Walks
- 2005:  Dance Pollution Remix Collection Volume 1
- 2006: Just A Detail
- 2007: Wackyjackie
- 2007: Dance Pollution Remix Collection Volume 2
- 2008:  I Will Growl
- 2008: ance Pollution Remix Collection Volume 3
- 2009: Re-Generate It
- 2009: Tuneboy Remix Project
- 2009: TNT – Double Dutch Darkies
- 2010: TNT – Tritolo
- 2010: Overdub
- 2010: Ombrello Maledetto
- 2011: TNT – First Match 2011
- 2011: Titanic Sampler Volume 1
- 2012: Titanic Sampler Volume 2